# Batouri

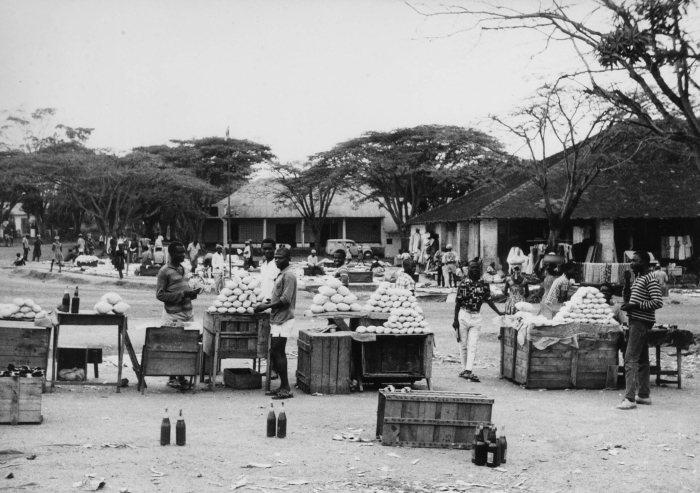
Marché à Batouri en 1965

Batouri est une ville du Cameroun située dans la région de l'Est et chef-lieu du département de la Kadey.
La commune est riche en matières premières (bois, or, cobalt, manganèse et diamants). En 2018, le gouvernement a octroyé des autorisations d’exploitation à 37 compagnies minières aurifères sur une superficie cumulée de 38 437 km2, soit près du tiers de la superficie totale de la région. L'usage du mercure représente cependant un grave préjudice pour l’environnement, polluant les sols et l'eau, et pour la santé des travailleurs. Les accidents ont par ailleurs fait au moins 150 morts parmi les mineurs entre 2014 et 2020.

## Population
Lors du recensement de 2005, la commune comptait 67 007 habitants, dont 31 683 pour Batouri Ville.
On y trouve comme autochtones les Kako et les Gbaya.

## Structure communale
Outre Batouri proprement dit, la commune comprend les localités suivantes :
- Akakélé
- Akokang
- Ambanga
- Amendjome
- Anoé
- Aviation
- Badongoué
- Bakombélé
- Bakombo
- Banyo_massa I
- Banyo II
- Barinbangué
- Belibam
- Belingbanda
- Belita
- Bili-Bili
- Bonrongoué
- Bougogo
- Daliguéné
- Dem II
- Dimako
- Djengué
- Djoeguené
- Dogbo II
- Doubé
- Fio
- Gadji
- Garoua-Sambé
- Gbabélé
- Gbalatilo
- Gbangari
- Hepi
- Houpi
- Ipa
- Kadey
- Kambele
- Kolkélé
- Kombo-Amougou
- Konga
- Konga-Mboua
- Lobi
- Lombaya
- Mama
- Mbangou I
- Mbendissola
- Mbombé-Pana
- Mboné
- Mboumama
- Mbounou
- Mobé
- Mosso
- Naboubou
- Nadegbe
- Nambalo
- Narke I
- Narké II
- Ndam
- Ndamano
- Ndemdé II
- Ndendé I
- Ndongmembe
- Ngangam
- Ngarindembo
- Ngoura II
- Nguemo I
- Nguemo II
- Nguindi
- Njira II
- Nkolbomo
- Nyabi
- Pana-Selo
- Sandaé
- Taparé
- Tassongo
- Tikondi
- Touki
- Vallé
- Yoko

## Galerie

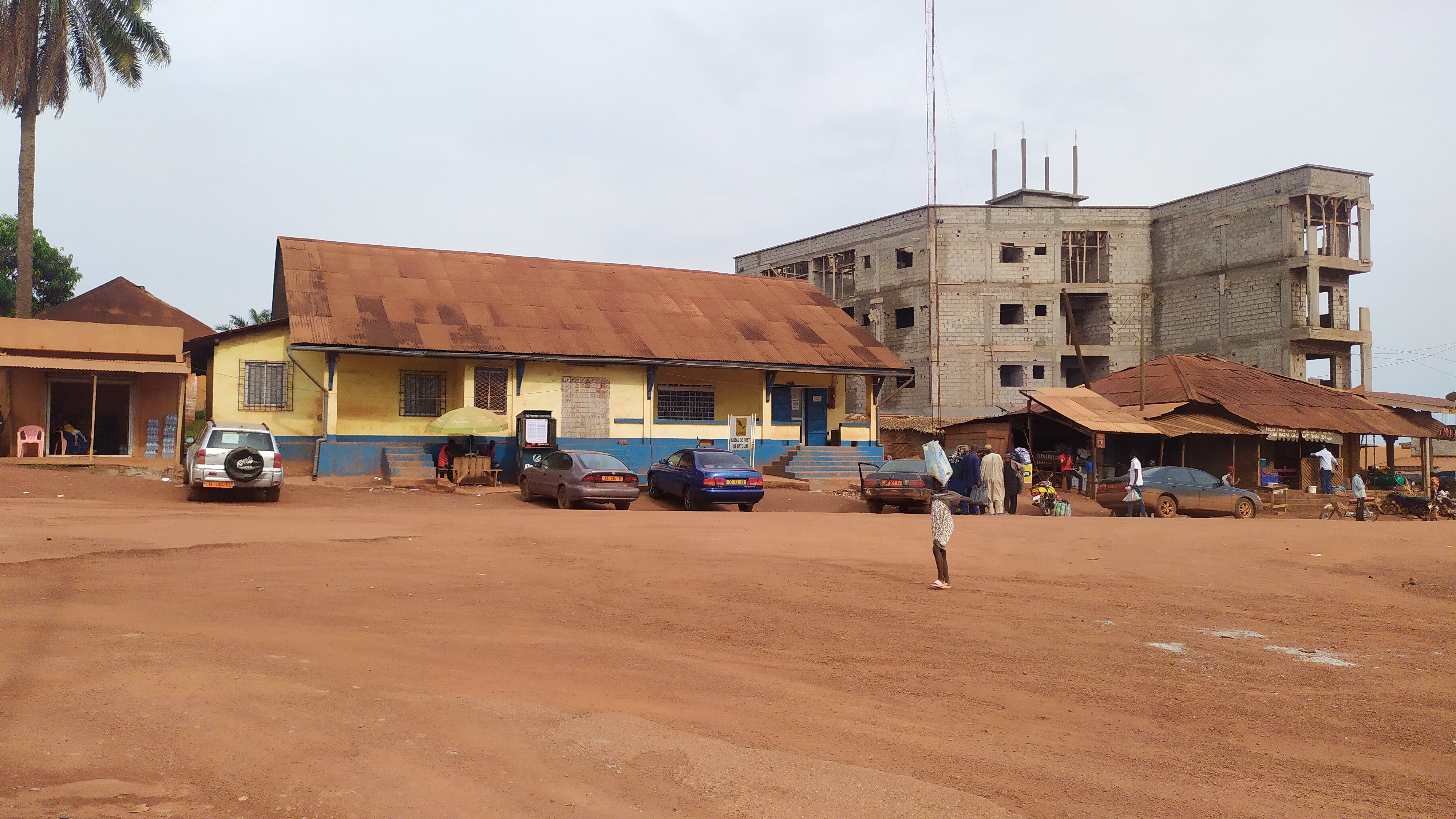
Bureau de Poste de Batouri
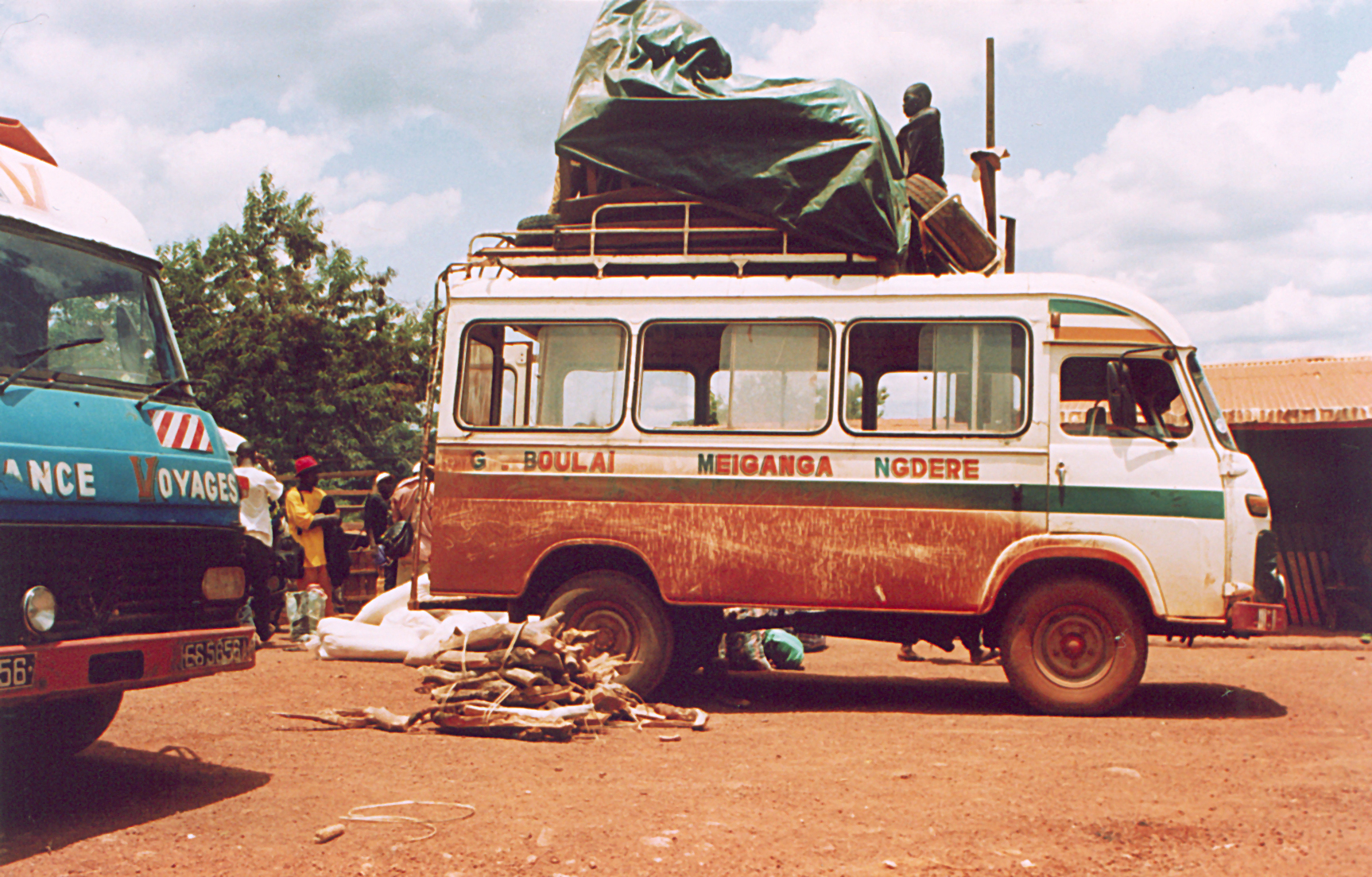
Transport à Batouri
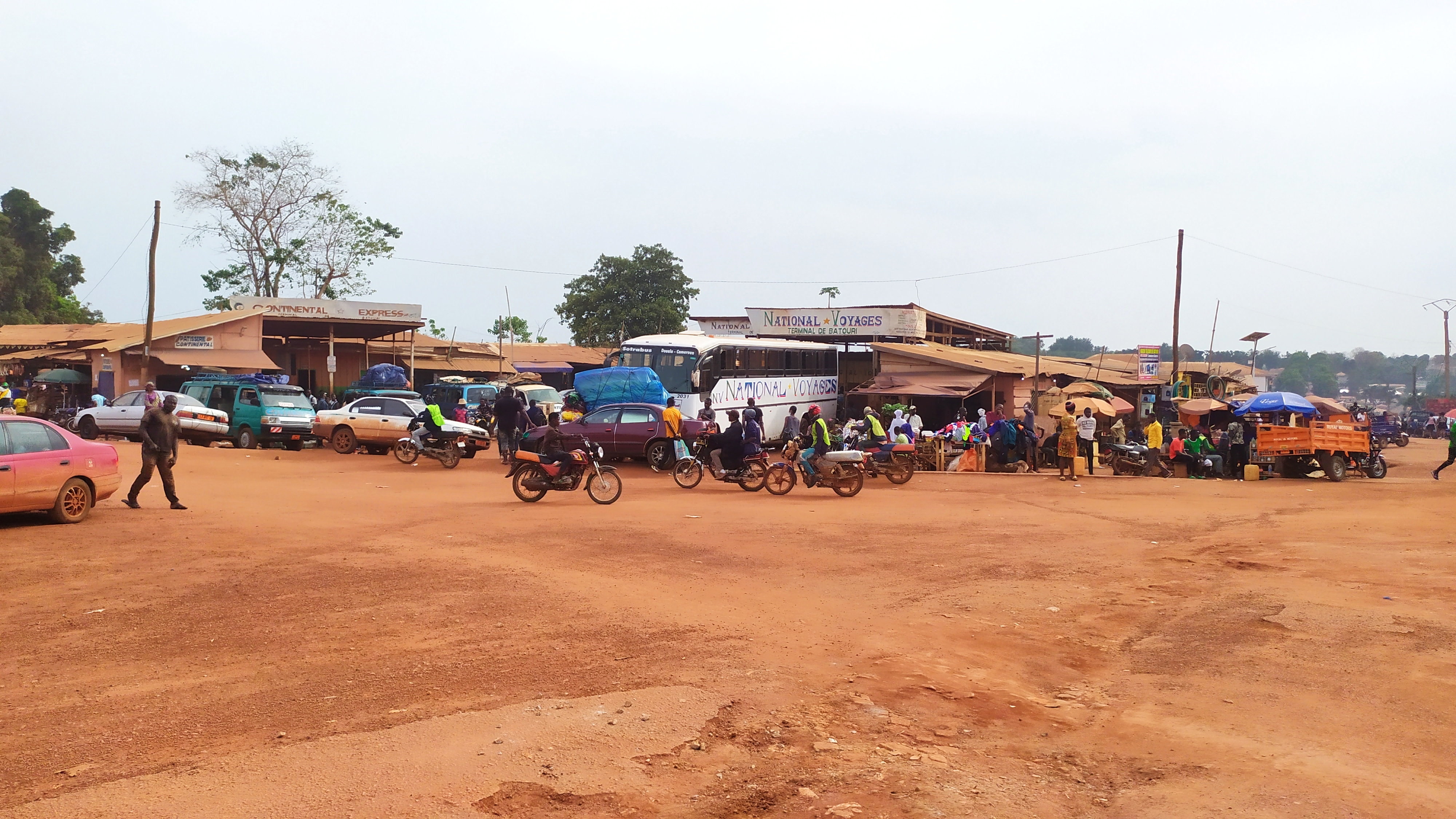
Gare routière de Batouri
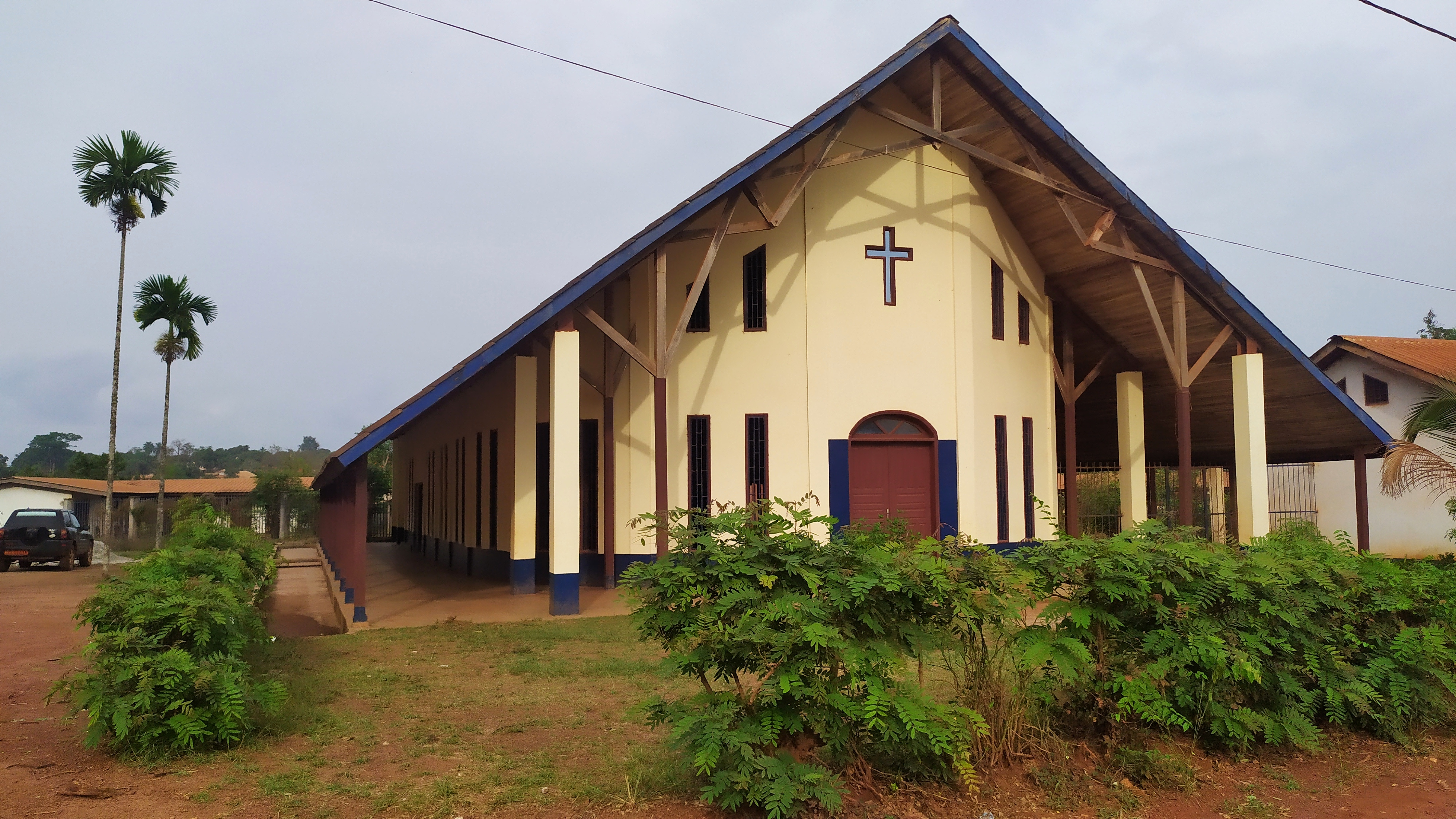
Église Catholique St Martin de Batouri

## Personnalités liées à Batouri
- Nicolas Boyom-Edy, footballeur né à Batouri en 1988[réf. nécessaire].
- L'écrivaine Paule Constant a passé une partie de son enfance à Batouri[réf. nécessaire].